# Prydain
Prydain o Prydein è il nome gallese con cui si indica la Gran Bretagna.
Nei testi medievali (come il Mabinogion), il termine si riferisce spesso alla parte più settentrionale dell'isola, quella oltre i fiumi Forth e Clyde.